# Pere Galceran de Castre-Pinós i de Tramaced
Pere Galceran de Castre-Pinós i de Tramaced (Ribagorça, a 1413 – v 1460) Fou vescomte d'Èvol, baró de Guimerà, conseller i camarlenc del rei Alfons el Magnànim. Fill de Pere Galceran de Castre-Pinós. Acompanyà el rei Alfons IV en l'expedició del 1420 a Itàlia, i aquest premià els seus serveis amb la donació de nombroses rendes reials al Rosselló i a la Cerdanya i la jurisdicció reial sobre les possessions dels vescomtes d'Évol (1424-25). Sostingué un plet amb Bernat de Vilamarí per la possessió de Palau-saverdera, que fou reconeguda a aquest darrer (1454) i que era el seu gendre en estar casat amb la seva filla Elionor.

## Núpcies i descendència
El 1422 es casà amb Blanca de So, hereva dels vescomtat d'Èvol, al Rosselló. Tingueren a:
- Felip de Castre-Pinós casat amb una Rocacrespa
- Joana de So i de Castro casada amb Jofre VII de Rocabertí, vescomte de Rocabertí
- Guillem Ramon de Castre-Pinós, vescomte d'Évol, Illa i Canet, veguer de la Cerdanya, batlle de Puigcerdà, casat amb Estefania Carrós d'Arborea, filla del virrei de Sardenya Nicolau Carrós d'Arborea.
- Elisabet de Castre-Pinós casada amb Joan de Vesius
- Elionor de Castre-Pinós casada amb Bernat de Vilamarí, senyor de Boadella i Palau-saverdera
- Ivany de Castre casat amb Beatriu de Salt o Sau
- Joan de Castre-Pinós cardenal i bisbe d'Agrigent